# جيراردو خيمينيز سانشيز
جيراردو خيمينيز سانشيز (بالإسبانية: Gerardo Jiménez Sánchez)‏ هو طبيب مكسيكي، ولد في 21 أبريل 1965 في مدينة مكسيكو في المكسيك.